# Liste der Baudenkmale in Oldenburg (Oldb) – Huntestraße
In der Liste der Baudenkmale in Oldenburg (Oldb) – Huntestraße stehen alle Baudenkmale der Huntestraße in Oldenburg (Oldb).  Die Quelle der IDs und der Beschreibungen ist der Denkmalatlas Niedersachsen.
Der Stand der Liste ist das Jahr 2022.

## Allgemein
In den Spalten befinden sich folgende Informationen:
- Lage: die Adresse des Baudenkmales und die geographischen Koordinaten. Kartenansicht, um Koordinaten zu setzen. In der Kartenansicht sind Baudenkmale ohne Koordinaten mit einem roten Marker dargestellt und können in der Karte gesetzt werden. Baudenkmale ohne Bild sind mit einem blauen Marker gekennzeichnet, Baudenkmale mit Bild mit einem grünen Marker.
- Bezeichnung: Bezeichnung des Baudenkmales
- Beschreibung: die Beschreibung des Baudenkmales. Unter § 3 Abs. 2 NDSchG werden Einzeldenkmale und unter § 3 Abs. 3 NDSchG Gruppen baulicher Anlagen und deren Bestandteile ausgewiesen.
- ID: die Objekt-ID des Baudenkmales
- Bild: ein Bild des Baudenkmales, ggf. zusätzlich mit einem Link zu weiteren Fotos des Baudenkmals im Medienarchiv Wikimedia Commons. Wenn man auf das Kamerasymbol klickt, können Fotos zu Baudenkmalen aus dieser Liste hochgeladen werden:

Zurück zur Hauptliste
| Lage                                      | Bezeichnung      | Beschreibung | ID       | Bild |
| ----------------------------------------- | ---------------- | --- | -------- | ---- |
| Huntestraße 1 53° 8′ 12″ N, 8° 13′ 6″ O   | Wohnhaus         | Zweigeschossiger, verputzter Massivbau auf Sockelgeschoss unter Walmdach. Gliederung durch umlaufende Gurtgesimse und Konsolfries an der Traufe. Obergeschossfenster der vierachsigen Fassade durch gerade Verdachungen hervorgehoben. Eingang an der Nordseite. 1886 errichtet. | 37433032 | BW   |
| Huntestraße 1a 53° 8′ 12″ N, 8° 13′ 7″ O  | Kleiner Marstall | Ehem. Kleiner großherzoglicher Marstall, erstmals 1835 verzeichnet. Langgestreckter, eingeschossiger Pferdestall mit um 1900 angebauter, in Firstrichtung quer zum Gebäude stehender Wagenremise. Dachgeschossausbau zur Wohnung von 1947. | 47404979 | BW   |
| Huntestraße 2 53° 8′ 13″ N, 8° 13′ 6″ O   | Wohnhaus         | Zweigeschossiger, verputzter Massivbau unter Walmdach. Siebenachsige Fassade nur durch flachen Gurtgesims gegliedert, mittiger Eingang durch horizontale Verdachung hervorgehoben. Um 1795 errichtet. | 37433055 | BW   |
| Huntestraße 3 53° 8′ 13″ N, 8° 13′ 7″ O   | Wohnhaus         | Zweigeschossiger verputzter Massivbau unter traufständigem Krüppelwalmdach. Ungegliederte fünfachsige Fassade, profilierte Fenster- und Türrahmungen. Bauzeitliche Eingangstür mit Sprossen in Festonform im Oberlicht. Um 1795 errichtet. | 37433078 | BW   |
| Huntestraße 4 53° 8′ 14″ N, 8° 13′ 7″ O   | Wohnhaus         | Zweigeschossiger, verputzter Massivbau unter traufständigem Krüppelwalmdach, die ganze Hausbreite überspannender Dreiecksgiebel. Siebenachsige Fassade mit aufgeputzten Lisenen, mittiges Eingangsportal mit horizontaler Verdachung. | 37433101 | BW   |
| Huntestraße 5 53° 8′ 14″ N, 8° 13′ 7″ O   | Wohnhaus         | Zweigeschossiger, verputzter Massivbau unter traufständigem Krüppelwalmdach. Fünfachsige Fassade mit mittigem Eingangsportal (Pilasterrahmung), profilierte Fensterrahmungen. | 37449807 | BW   |
| Huntestraße 6 53° 8′ 15″ N, 8° 13′ 8″ O   | Wohnhaus         | Zweigeschossiges, ziegelsichtiges Gebäude unter traufständigem Krüppelwalmdach. Fünfachsige Fassade, mittig Eingangsportal mit Segmentgiebel, Sprossen in Festonform im Oberlicht der zweiflügeligen Eingangstür. Ebenfalls Festonschmuck über dem Mittelfenster im Obergeschoss. Um 1795 errichtet. Nachträglich Verbindungsgang zu Nr. 7. | 37433124 | BW   |
| Huntestraße 7 53° 8′ 15″ N, 8° 13′ 8″ O   | Wohnhaus         | Zweigeschossiger, verputzter Massivbau unter traufständigem Krüppelwalmdach. Fünfachsige Fassade mit Eckrustizierung und profiliertem Gurtgesims. Eingangsportal mit Pilastern. Obergeschossfenster durch gerade Verdachungen hervorgehoben. Um 1796 errichtet, nachträglich Verbindungsgang zu Nr. 6. | 37433147 | BW   |
| Huntestraße 12 53° 8′ 19″ N, 8° 13′ 8″ O  | Wohnhaus         | Zweigeschossiger, verputztet Massivbau auf Sockelgeschoss unter Walmdach, Erdgeschoss mit Putzfugen, umlaufendes Gurtgesims. Sechsachsige Fassade, Obergeschossfenster mit profilierten Rahmen und horizontalen Verdachungen. Eingang an der Nordseite mit Pilasterrahmung. Um 1850 errichtet, nachträglich hinzugefügte Gaube an der Straßenseite. | 37433308 | BW   |
| Huntestraße 14 53° 8′ 22″ N, 8° 13′ 9″ O  | Wohnhaus         | Zweigeschossiger, verputzter Massivbau auf Sockelgeschoss unter Walmdach. Umlaufende Gurtgesimse, Vierachsige Fassade zur Huntestraße, fünfachsige Südseite. Flachbogenfenster mit profilierten Rahmungen. Moderner Anbau an der Nordseite mit Hauseingang. 1849/50 errichtet. | 37433332 | BW   |
| Huntestraße 15 53° 8′ 23″ N, 8° 13′ 9″ O  | Wohnhaus         | Zweigeschossiger, verputzter Massivbau auf Sockelgeschoß unter Walmdach. Umlaufende Gurtgesimse. Eingeschossiger Eingangsvorbau an der Nordseite. Errichtet 1846, Umbau 1894 durch Carl Spieske. | 37451458 | BW   |
| Huntestraße 19 53° 8′ 24″ N, 8° 13′ 14″ O | Wohnhaus         | Zweigeschossiger, verputzter Massivbau auf Sockelgeschoss unter Mansarddach. Umlaufende Gurtgesimse, Erdgeschoss mit rustizierten Eckpilastern, Rundbogenfenster. Obergeschossfenster mit Dreiecksverdachungen. Fassade zur Huntestraße vierachsig mit zurückgesetzter Eingangsachse an der Ostseite. Fassade zur Friederikenstraße mit drei Achsen in einem mittigen Vorsprung mit Eckpilastern. 1862 Entwurf von Carl Friedrich Spieske für Adam Ernst Rochus von Witzleben. Umbau 1905. | 37433170 | BW   |
| Huntestraße 21 53° 8′ 24″ N, 8° 13′ 15″ O | Wohnhaus         | Zweigeschossiger, verputzter Massivbau auf hohem Sockelgeschoss unter Walmdach. Fünfachsige Fassade, die erste Achse zurückgesetzt. Hier Eingangsportal mit einer ädikulaähnlichen Rahmung. Fassadenschmuck mit Putzfugen, Fensterrahmungen, Verdachungen und Brüstungsfeldern. Konsolfries an der Traufe. Mittig der dreiseitiger Altan mit nachträglich hinzugefügten Wintergarten, Giebelbekrönung. 1896 von Maurermeister H. Brüning errichtet.                                        | 37433216 | BW   |
| Huntestraße 22 53° 8′ 24″ N, 8° 13′ 16″ O | Wohnhaus         | Zweigeschossiger, verputzter Massivbau auf hohem Sockelgeschoss unter Walmdach. Sockel- und EG mit Rustizierung, Gurt- und Traufgesims mit Rosetten. Traufe vorkragend auf Konsolen. Dreiachsig, im OG horizontale Fensterverdachungen. Eingang in Vorbau an der Westseite. 1875 errichtet. | 37433239 | BW   |
| Huntestraße 23 53° 8′ 24″ N, 8° 13′ 17″ O | Wohnhaus         | Zweigeschossiger, verputzter Massivbau auf Sockelgeschoss unter Walmdach. Vierachsige Fassade mit umlaufenden Gurtgesims, Obergeschossfenster mit horizontalen Verdachungen. Vorkragendes Dach auf Konsolfries. 1860 errichtet. | 37433262 | BW   |
| Huntestraße 24 53° 8′ 24″ N, 8° 13′ 17″ O | Wohnhaus         | Zweigeschossiger, verputzter Massivbau auf hohem Sockelgeschoss, unter Walmdach. Vierachsige Fassade mit Schmuckdekor in Form von Putzrustika, Pilastergliederung, Gesimsen. Links dreiseiteiger Altan, daneben Balkon mit schmiedeeisernem Gitter. Zwerchhaus mit flankierenden Fialen, Voluten und Dreiecksgiebel. 1901/02 von Fritz Hegeler für den Amtsrichter Friedrich Christian Karl Bothe errichtet.                                                                               | 37433285 | BW   |